# رابرت براونینگ
رابرت براونینگ (به انگلیسی: Robert Browning) (زاده ۷ مه ۱۸۱۲ - درگذشته ۱۲ دسامبر ۱۸۸۹) شاعر و نمایشنامه‌نویس انگلیسی بود که به سبب مهارتش در سرودن اشعار دراماتیک به خصوص تک‌گویی، یکی از شعرای مطرح دورهٔ ویکتوریا است. و شاعر منظومه ای معروف بنام عاشق پرفیریا میباشد 

## آثار
- پولین
- پاراسلوس
- استرافورد
- زنگ‌ها و انارها - شماره ۱: پیپا می‌گذرد
- زنگ‌ها و انارها - شماره ۲: ویکتور شاه و چارلز شاه
- زنگ‌ها و انارها - شماره ۳:
- زنگ‌ها و انارها - شماره ۴: بازگشت دروسس
- زنگ‌ها و انارها - شماره ۵:
- زنگ‌ها و انارها - شماره ۶: زادروز کلمب
- زنگ‌ها و انارها - شماره ۷: لوریا و تراژدی روح
- شخصیت‌های نمایشی
- حلقه و کتاب (انگشتری و کتاب)
- سایبان گمشده
- غزل‌های پرتغالی
- چکامه‌های نمایشی
- مردان و زنان
- آسولاندو
- شب عید میلاد مسیح